# Abasjevocultuur
De Abasjevocultuur is een archeologische cultuur uit de late bronstijd (ca. 17e-16e eeuw v.Chr.) die is aangetroffen in de dalen van de Wolga en de Kama ten noorden van de Samarabocht en in het zuiden van de Oeral. De cultuur is genoemd naar het dorp Abasjevo in de Russische republiek Tsjoevasjië. Er zijn grafheuvels en overblijfselen van nederzettingen aangetroffen.
De economie bestond uit gemengde landbouw. Er werden runderen en andere gedomesticeerde dieren gehouden. De aanwezigheid van paarden is duidelijk en er zijn bewijzen gevonden voor het gebruik van strijdwagens. Van de uitrusting (zijstukken) is gezegd dat hij lijkt op die van het vroegste Mycene.
De cultuur nam de begrafenisgewoonten (grafheuvels) van de jamnacultuur over. Grafgiften zijn schaars, niet meer dan een paar potten.
Men smolt koper en had waarschijnlijk betrekkingen met de kopermijnbouw in de Zuidelijke Oeral.
De taal was waarschijnlijk verwant met de Iraanse talen. Er waren waarschijnlijk contacten met mensen die Oeraalse talen spraken en dit is een plek waar makkelijk leenwoorden in de Oeraalse talen konden worden opgenomen.
De cultuur bezette het gebied waar eerder de Fatjanovo-Balanovocultuur gevestigd was, de oostelijke variant van de touwbekercultuur, maar het is onduidelijk of er een relatie tussen de twee bestaan heeft.